# Chorinea faunus
Chorinea faunus är en fjärilsart som beskrevs av Fabricius 1775. Chorinea faunus ingår i släktet Chorinea och familjen Riodinidae. Inga underarter finns listade i Catalogue of Life.